# Sân bay Dubrovnik
Sân bay Dubrovnik (IATA: DBV, ICAO: LDDU) là sân bay quốc tế ở Dubrovnik, Croatia. Sân bay này cách trung tâm thành phố này 15 km theo đường chim bay., gần Čilipi. (tiếng Croatia) Dubrovnik Airline đóng trụ sở tại sân bay này.
Năm 2007, sân bay này phục vụ 1.143.168 lượt khách với 14.365 lượt cất hạ cánh, tăng 22.715 lượt khách so với năm 2006.

## Mở rộng
Hiện tại, một nhà ga mới đang được xây với diện tích 36.500 m² với 4 cầu dẫn khách ra vào máy bay. Nếu hoàn thành thì sân bay này có năng lực phục vụ 5,5 triệu lượt khách mỗi năm.

## Các hãng hàng không và các tuyến điểm
- Aer Lingus (Dublin)
- Aeroflot (Moskva-Sheremetyevo)[2]
- Austrian Airlines (Vienna)
- British Airways (London-Gatwick)
- Clickair (Barcelona, Valencia [Starts July 1,2008])
- Croatia Airlines (Amsterdam, Düsseldorf [seasonal],  Frankfurt, London-Gatwick, Osijek [seasonal], Paris-Charles de Gaulle, Pula [seasonal], Rome-Fiumicino, Split, Tel Aviv, Vienna, Zagreb, Zürich)
- Darwin Airline (Geneva, Lugano, Zürich)
- Dubrovnik Airline (Belfast International)
- Flybe (Birmingham, Exeter)
- Flyglobespan (Edinburgh [bắt đầu ngày 24/5/2008])
- Germanwings (Cologne/Bonn)
- Iberia Airlines (Madrid) [bắt đầu 7 tháng 6]
- Jetairfly (Brussels)
- Lufthansa (Munich) [theo mùa; bắt đầu tháng 6 năm 2008]
- Norwegian Air Shuttle (Bergen, Oslo, Stavanger, Stockholm-Arlanda, Trondheim) [seasonal]
- Thomsonfly (London-Gatwick, London-Luton, Manchester) [theo mùal]
- TUIfly (Hanover, Munich, Stuttgart)

## Tai nạn tại Sân bay Dubrovnikt
Vụ rơi máy bay Croatia USAF CT-43 năm 1996: Ngày 3 tháng 4 năm 1996 một chiếc CT-43 của Không lực Hoa Kỳ chở một phái đoàn của Bộ thương mại Hoa Kỳ rời ở phía bắc sân bay này, trên đồi St. John. Có 35 người thiệt mạng, trong đó có Ron Brown, lúc đó là đương kim Bộ trưởng Thương mại.